# Edward Young (Afrikaforscher)
Edward David Young (* 23. Oktober 1831; † 4. November 1896 in Hastings) war ein englischer Marineoffizier und Afrikaforscher.

## Leben
Bei einer von David Livingstone geführten Expedition kommandierte Edward Young 1862/1863 das Schiff Pioneer auf den Flüssen Sambesi und Shire.
Als Livingstone 1867 verschollen war, leitete Young eine Suchexpedition zum Nyassasee.
Nach dem Tod Livingstones ging er 1875 im Auftrag der Schottischen Missionsgesellschaft mit einem zerlegbaren Dampfer zum Nyassa, gründete an dessen Ufer die Station Livingstonia, umschiffte den ganzen See und beschrieb die Livingstone-Berge.
1877 kehrte er nach England zurück. Er schrieb The Search after Livingstone (1868) und Nyassa: A Journal of Adventures While Exploring Lake Nyassa (1877).